# Jugowska reka
Jugowska reka (bułg. Юговска река) – rzeka w południowej Bułgarii.
Źródło znajduje się w Rodopach Zachodnich na wysokości 1840 m n.p.m., 200 m od szczytu górskiego Kurbaneri (1864 m). Jest prawym ujściem Czepełarskiej reki, na wysokości 485 m n.p.m. Rzeka ma 45 km długości, średni przypływ 6,27 m³/s oraz powierzchnię dorzecza o wielkości 332 km², co stanowi 32,9% powierzchni dorzecza Czepełarskiej reki.
Do Jugowskiej reki uchodzą:
- lewe dopływy: Dżurkowska reka, Bukow doł.

- prawe dopływy: Manastriska reka, Łomsko dere, Kruszowska reka, Beliszka reka, Suszica.

Rzeka przepływa przez 1 miejscowość: Łyki.
Wody rzeki wykorzystywane są dla elektrowni, w pobliżu ujścia Beliszkiej reki.
W połowie XX wieku, w Łykach, woda była zanieczyszczona flotacją ołowiano-cynkową. Dzisiaj pobliskie kopalnie rud są zamknięte, stan wody poprawia się, ale związki wciąż mogą być wyczuwalne. Zdarzają się awaryjne zatrucia.